# 氧氣危機
是一部2021年美法合拍的科幻驚悚片，由亞歷山大·阿甲執導和監製，克里斯蒂·勒布朗（Christie LeBlanc）編寫劇本，梅蘭妮·蘿倫、馬修·亞瑪希及馬力克·齊狄主演。講述一名女子在低溫裝置中醒來，無法回憶起之前發生的事，必須在空氣耗盡之前找到出路。電影定於2021年5月12日在Netflix上線。

## 劇情
一名年輕的女子在在醫療低溫裝置中醒來。她不記得自己是誰，也不清楚自己如何被隔離這棺材般的盒子中。當她的氧氣耗盡時，她必須重建自己的記憶以尋找擺脫噩夢的出路。

## 演員
- 梅蘭妮·蘿倫飾演伊麗莎白·漢森（Elizabeth Hansen）
- 馬修·亞瑪希飾演米洛（M.I.L.O）
- 馬力克·齊狄（英语：Malik Zidi）飾演李歐·弗格森（Léo Ferguson）

## 製作
2017年7月，安·海瑟薇宣布將加入《氧氣》（O2）的演出及製片，迴聲湖娛樂（Echo Lake Entertainment）和IM Global製作，電影取自克里斯蒂·勒布朗（Christie LeBlanc）編寫的劇本。2020年2月，歐蜜·瑞佩斯取代海瑟薇成為主演，法蘭克·卡方受雇執導電影，亞歷山大·阿甲擔任製片。2020年7月，據報導，梅蘭妮·蘿倫、馬修·亞瑪希及馬力克·齊狄加入演出陣容，瑞佩斯退出電影，阿甲則取代卡方擔任導演；主要拍攝於同月開始進行。電影於2021年2月更名為《氧氣危機》（Oxygen）。

## 發行
《氧氣危機》定於2021年5月12日上線Netflix。官方在2021年4月22日發表官方預告片。

## 外部連結
- 互联网电影数据库（IMDb）上《氧氣危機》的资料（英文）
- 豆瓣电影上《氧氣危機》的資料 （简体中文）